# Plastik
Albums de Oomph!
Unrein
(1998) Ego
(2001)
Plastik est le sixième album du groupe allemand de metal industriel Oomph!, sorti en 1999.

## Liste des chansons
1. Das Weisse Licht - 4:01
2. Kennst Du Mich? - 4:44
3. Scorn - 4:01
4. Keine Luft Mehr - 3:59
5. Hunger - 4:11
6. Nothing Is Real - 4:00
7. Mein Traum - 4:34
8. Always - 3:46
9. Goldenes Herz - 4:30
10. I Come Alive - 4:23
11. Fieber - 4:13
12. My Own Private Prison - 4:13
13. Das Weisse Licht (Refraction) - 1:56